# Училище колонновожатых
Училище колонновожатых — московское и санкт-петербургское военные училища по подготовке колонновожатых (юнкеров, готовившихся в офицеры генерального штаба). Московское училище, помещавшееся в доме Н. Н. Муравьёва, среди выпускников имело не менее двух десятков декабристов.

## История Санкт-Петербургского училища
Организовано по инициативе и проекту управляющего Свитой его императорского величества по квартирмейстерской части князя П. М. Волконского. Данное учебное заведение явилось прообразом Академии Генерального штаба.

7 августа 1811 года.

Господину Военному Министру и Кавалеру Барклаю де Толли.

Управляющего квартирмейстерской части.

Генерала-Адъютанта Князя Волконского

Рапорт.

Полагаю Генеральный Штаб одною из Главнейших частей армии, необходимым почитаю, чтобы чиновники корпуса сего имели познания как по теории так и практике… по сей части неминуемо нужных. До сего времени офицеры означенного корпуса поступали в оный из Армии или производились в чины по степеням из колонновожатых. Сии же последние принимались, хотя с некоторыми предварительными познаниями; но в продолжении службы науками не занимались по неимению на то: во-первых, места где им собираться; а во-вторых, профессоров или учителей, которые могли бы утвердить их в науках, отчего скоро забывали обученное ими до определения на службу.
Сверх того, разселены будучи по разным частям города без присмотра, по молодости лет удобно в пороки предосудительные их чести. Таковые обстоятельства побудили меня составить проект учреждения для колонновожатых, в котором они не только оканчивали начатые ими науки и приготовлялись быть достойными офицерами Генерального Штаба;
Но и по части нравственности содержались бы под надлежащим присмотром-Препровождаю при сем наблагоусмотрение Вашего Высокопревосходительства помянутый проект. Счастливым себя почту́ есть ли оный заслужит Ваше внимание и удостоится быть представлен Вами Его Императорскому Величеству на утверждение.
Князь Волконский.
Первоначально, петербургское училище колонновожатых разместилось вместе с депо квартирмейстерской части.

Господину Военному Министру и Кавалеру Барклаю де Толли

№ 1194 от ноября 28-го дня 1810 г.

Управляющего квартирмейстерской части

Генерала-Адъютанта Князя Волконского.

Рапорт.

Для лучшего порядка и устройства квартирмейстерской части считал я с самого начала вступления моего в настоящее звание, необходимо нужным иметь дом, собственно Сей части принадлежащий, в котором бы поместить…………Депо, Канцелярию Генерала-Квартирмейстера, всех прибывающих здесь Господ офицеров и колонновожатых, а равно и училище для сих последних, коего проект от меня Вашему Высокопревосходительству представлен. Соединение чиновников в одно место, составляет ощутительную пользу для сей службы, как потому, что она требует по своей работе особенной деятельности и попечении, каковые качества в кругу всего сословия легко обнаруживаются и узнается даже и самое приватное поведение каждого чиновника, также менее и для того, что многие Господа офицеры, по сведению до меня дошедшему, по малому числу жалованья и неимуществу нуждаются в содержании; сверх того, Вашему Высокопревосходительству, что все части, состоящие под ведомством Военного департамента, имеют собственные свои здания, одна лишь квартирмейстерская часть лишена сей Монаршей милости…. На каковой конец я приискал дом Действительного статского советника Какушкина, который по моему мнению кажется мне по своему выгодному расположению удобным, для означенного помещения, тем более, что не требует большого подправления, и препроводить на благоразсмотрение Вашего Высокопревосходительства план всему дому и поданную мне записку им самим подписанную, о цели и условиях, на коих намерен он продать его в казну….

Князь Волконский.

Начальником училища был назначен подполковник А. И. Хатов. Кроме данного военно-учебного заведения в 1812 году в казённом геймате Гаопаньеши Куопиоской губернии был организован Финляндский топографический корпус, где обучалось не более 15 кадетов. После пожара это учебное заведение было переформировано в кадетский корпус. Во время Отечественной войны 1812 года колонновожатые училища были заняты съёмкой Новой Финляндии.

## История Московского училища
Московское училище возникло по частной инициативе. В 1810 году студент Московского университета M. H. Муравьев образовал в Москве общество математиков, которое имело целью распространение математических знаний посредством сочинений, переводов и преподавания; состояло оно из студентов и кандидатов университета, к которым присоединились некоторые старшие преподаватели, а председателем избрало отца основателя — H. H. Муравьева. Последний исходатайствовал утверждение устава общества, а деятельности его дал преимущественно учебное направление.
Члены общества распределили между собой преподавание курса чистой математики и некоторых частей прикладной, а H. H. Муравьев принял на себя преподавание военных наук, в применении собственно к познаниям, требующимся для квартирмейстерской части (ныне Главное оперативное управление Генштаба ВС РФ).
Таким образом, в доме H. H. Муравьёва на Большой Дмитровке (ныне участки домов 9-11) открылись публичные бесплатные лекции. Эти лекции имели большой успех и после перерыва, вызванного отечественной войной, возобновились.
Князь П. М. Волконский, озабоченный подготовкой образованных офицеров, предложил слушателям этих лекций, вступить в службу колонновожатых. В 1815—1816 годах предложение это принято 44 слушателями муравьёвских лекций, которые успешно выдержали предложенный им экзамен, после чего лекции эти в 1816 году преобразованы в Московское учебное заведение для колонновожатых, которое, хотя и оставалось по-прежнему на иждивении H. H. Муравьёва, но получило значение государственного учреждения, в котором и учащие и учащиеся считались состоявшими на военной службе. Принимались дворяне, не моложе 16 лет, по предварительному испытанию в русском языке, французском или немецком, в арифметике и в начальных основаниях географии и истории; не выдержавшие экзамена принимались в особый приготовительный класс.
Колонновожатые жили на своих квартирах, но подчинялись надзору офицеров училища.
Предметами преподавания были:
1. арифметика, алгебра до уравнений второй степени включительно, геометрия, тригонометрия плоская и сферическая, приложение алгебры к геометрии, аналитическая геометрия с включением конических сечений и начала высшей геодезии,
2. фортификация, начальные основания артиллерии и тактика;

сверх того история всеобщая и российская, статистика, география и черчение, особенно ситуационных планов.

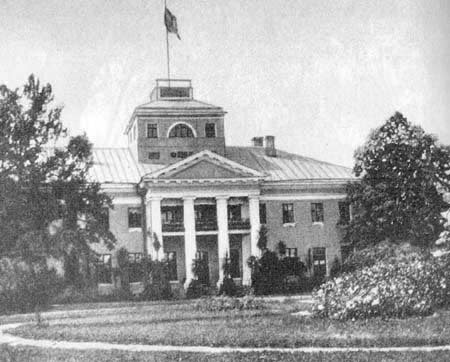
Усадьба Н. Н. Муравьёва Александровское-Осташёво

Предметы распределялись на три курса, каждый курс проходился в 4 месяца, а летом все колонновожатые отправлялись в Осташёво, имение Н. Н. Муравьёва на берегу реки Руза, для практических занятий.
В 1820 году при училище колонновожатых были учреждены офицерские классы, в которых преподавались: продолжение чистой математики, краткая астрономия, геодезия и краткая военная история.
В 1823 году H. H. Муравьёв, по расстроенному здоровью, отказался от дальнейшего заведования своим заведением, и оно было переведено в Петербург, где образовалось училище для колонновожатых, просуществовавшее до 1826 года.
В московское учебное заведение с 1816 года по 1823 год поступило около 180 человек. Выпущены же из него офицерами 138 человек, в том числе 127 в свиту Его Величества по квартирмейстерской части.

## Декабристы
После восстания 1825 года московское училище было закрыто в связи с тем, что 13 выпускников данного учебного заведения были в рядах декабристов.
В число осужденных 13-ти выпускников-декабристов вошли (в скобках указывается разряд преступника):
- Аврамов, Иван Борисович (VII),
- Басаргин, Николай Васильевич (II),
- Бобрищев-Пушкин, Николай Сергеевич (VIII),
- Бобрищев-Пушкин, Павел Сергеевич (IV),
- Загорецкий, Николай Александрович (VII),
- Заикин, Николай Фёдорович (VIII),
- Корнилович, Александр Осипович (IV),
- Крюков Николай Александрович (II),
- Лихарев, Владимир Николаевич (VII),
- Муханов, Пётр Александрович (IV),
- Черкасов Алексей Иванович (VII),
- Чернышёв Захар Григорьевич (VII)[7];

отдельные занятия в училище посещал, но не выпускался — Нарышкин, Михаил Михайлович (IV). 

Кроме того, общество математиков М. Н. Муравьева до 1812 года посещали будущие декабристы Муравьёв, Артамон Захарович (I) и Оболенский, Евгений Петрович (I).
Согласно другому источнику, подтверждающему список Лотмана, общее количество декабристов было не менее 24 человек.

Из этого заведения, по данным Н. П. Чулкова, вышло 23 декабриста:
- 1) И. В. Аврамов,
- 2) Н. В. Басаргин,
- 3) Н. С. Бобрищев-Пушкин,
- 4) П. С. Бобрищев-Пушкин,
- 5) Н. А. Загорецкий,
- 6) Н. Ф. Заикин,
- 7) В. П. Зубков,
- 8) Пётр Иванович Колошин,
- 9) А. О. Корнилович,
- 10) Н. А. Крюков,
- 11) Н. П. Крюков,
- 12) В. Н. Лихарев,
- 13) А. З. Муравьёв,
- 14) П. А. Муханов,
- 15) В. А. Перовский,
- 16) П. П. Титов,
- 17) А. А. Тучков,
- 18) барон А. И. Черкасов,
- 19) граф З. Г. Чернышев,
- 20) А. В. Шереметев, а также С. И. Муравьёв-Апостол, граф В. А. Мусин-Пушкин и Павел Иванович Колошин, прослушавшие в этом заведении отдельные курсы (математики, фортификации и геодезии). К отмеченным декабристам М. В. Нечкина добавляет ещё Льва Перовского. Таким образом, имеем 24 человека. Это число получило распространение в печатной литературе.

Но на самом деле декабристов, обучавшихся в этом заведении, было больше.
В дополнение к отмеченному списку декабристов, прошедших муравьёвскую школу, следует добавить ещё 6 человек. В работе «Дела Следственной комиссии о злоумышленных обществах. Алфавит декабристов» перечислены также князь Э. А. Белосельский-Белозерский, Н. В. Путята, И. Ф. Юрасов, И. Г. Бурцев, Н. И. Филиппович, Юрьев — все выпускники школы колонновожатых. При этом первые трое значатся в списках, окончивших это училище в 1820 году и 1822 году, а последние 3 офицера отмечены Н. В. Путятой среди учеников Н. Н. Муравьева как члены Общества математиков, ушедшие с ним в 1812 году на службу в армию. Наконец, к этому благородному списку следует добавить Е. Е. Лачинова, окончившего учебное заведение для колонновожатых в 1818 году.
Есть ещё 4 выпускника школы колонновожатых (Татаринов, Рахманов, Раевский и Каменский), чьи фамилии значатся в «Алфавите». В комментариях к «Алфавиту» встречаются факты, подтверждающие предположение, что отмеченные 4 фамилии принадлежат одним и тем же лицам. Таким образом, почти 20 процентов всех, прошедших через Муравьёвскую школу колонновожатых, оказались, в той или иной мере, в рядах декабристского движения. Какова же должна была быть атмосфера в этом учебном заведении, чтобы оно из-за неблагонадежности было закрыто?